# 早川ジミー
早川 ジミー（はやかわ じみー、1990年10月12日 - ）は、日本のバスケットボール選手である。ポジションはガード、フォワード。身長190cm、体重90kg。
神奈川県横須賀市出身。福岡第一高校卒業後、井上雄彦が創設したスラムダンク奨学金の第2期奨学生として2009年にアメリカに留学、アリゾナウェスタン大学を卒業し2012年に帰国した後は、プロ選手としてTGI D-RISE、豊田通商ファイティングイーグルス名古屋でプレイした。

## 選手としての評価
高校ではインサイドからアウトサイドまでこなすオールラウンダーとして知られていた。アメリカ留学中はリバウンドやディフェンスを評価されており、身長190cmとインサイドの選手としては低いほうであったがパワーフォワードとしても起用されていた。

## 来歴
神奈川県横須賀市にて、アメリカ人の父と日本人の母の間に生まれる。中学1年生でバスケを始め、中学時代よりU-15日本代表や神奈川県代表に選出されていた。中学卒業後はレベルの高い環境を求め、福岡第一高校に進む。福岡第一高校では2008年にインターハイとウィンターカップで準優勝するなど中心選手として活躍。またU-18にも選出された。なお3年次、インターハイ前の九州大会決勝戦で右膝の前十字靭帯を断裂する重傷を負ったが、手術せず1か月で競技に復帰、インターハイにも出場した。
卒業を控え、1学年上の並里成がスラムダンク奨学金の第1期奨学生としてアメリカへ留学したことに触発され、早川も同じくスラムダンク奨学金に応募し、谷口大智と共に第2期奨学生に選ばれた。
高校卒業の2009年3月に渡米し、プレップスクールであるサウスケントスクール、さらに2年制のアリゾナウェスタン大学へ進む。2年次の2011-12シーズンは、開幕当初はパワーフォワードとして先発出場を重ね、シーズン途中に早川本人の希望でシューティングガード・スモールフォワードに転向した。アリゾナウェスタン大はこのシーズン優勝を果たし、早川は地元テレビ局が選ぶ『Student Athlete of the week』も受賞した。
大学を卒業した後は、経済的な理由もあり進学を断念し帰国、2012年7月には田渡凌、真庭城聖、八幡幸助と共に3x3のウラジオストク大会に参加。2012年12月にはJBL2のTGI D-RISEに入団した。
シーズン終了後に早川は自由契約となり、2013-14シーズンにはNBDLの豊田通商ファイティングイーグルス名古屋に移籍した。名古屋ではガードに転向し、28試合に出場した。シーズン終了後、契約は更新されず、退団した。
2013-14シーズン終了後の2014年5月17日、18日にはストリートボールのイベントALLDAYに、ジャスティン・レイノルズ、田中大地、上杉翔、澤地サミュエル・ジュニアと参加し優勝。翌週24日、25日の3x3トーナメントでは堤啓士朗、西塔佳郎、比留木謙司と共に「侍Ballars」の一員として出場し、優勝した。
2014-15シーズンは、引退後に備えて一時競技生活から離れ、モデル事務所を設立したことを自らSNS上で明らかにした。

## 個人成績
| シーズン | チーム | GP | GS | MPG   | FG% | 3P% | FT% | RPG | APG | SPG | BPG | TO  | PPG |
| -------- | ------ | -- | -- | ----- | --- | --- | --- | --- | --- | --- | --- | --- | --- |
| 2012-13  | TGI    |    |    |       |     |     |     |     |     |     |     |     |     |
| 2013-14  | 名古屋 | 28 |    | 14:06 | 38% | 34% | 58% | 2.8 | 0.8 | 0.5 | 0.1 | 0.7 | 7.3 |